# مئوية تأسيس الدولة الأردنية
مئوية تأسيس الدولة الأردنية هي مناسبة وطنية كبيرة احتفل بها الأردنيين بمناسبة مرور 100 عام على تأسيس إمارة شرق الاردن والتي تحولت سنة 1946 إلى المملكة الأردنية الهاشمية.

## تاريخ تأسيس الدولة الأردنية
بعد انتهاء الثورة العربية الكبرى توجه الامير عبد الله الأول من الحجاز إلى مدينة معان في جنوبي الأردن، ووصلها عام 1920 ومن ثم توجه إلى عمان سنة 1921، وقام بتأسيس إمارة شرق الأردن وكان ذلك في تاريخ 11 أبريل 1921. والتي تحولت سنة 1946 إلى المملكة الأردنية الهاشمية.

## شعار مئوية الدولة الأردنية
أقيم في المركز الثقافي الملكي يوم السبت 21 نوفمبر 2020، حفل إشهار شعار مئوية تأسيس الأردن بحضور عدد من الوزراء. وقد تم تداول هذا الشعار بكثرة في القنوت التلفزيونية الأردنية وتم وضعه على الاوراق والمستندات الحكومية احتفال بمرور 100 عام على تأسيس الأردن.
ويتكون الشعار من التالي: في الأعلى التاج الملكي الأردني والذي يعتبر رمز المملكة الأردنية الهاشمية، وتحته رقم 100 للدلالة على مرور 100 عام، وعلى يسار الرقم يوجد ألوان العلم الاردني، وتحت الشعار من ناحية اليسار كتب التاريخ 1921 وهو التاريخ الذي وصل فيه الملك المؤسس، ووتحت الشعار من ناحية اليمين كتب التاريخ 2021 وهو العام الذي صادف موعد مئوية تأسيس الدولة الأردنية، وكتبت تحت الشعار كلمة (وتستمر المسيرة) للدلالة على استمرار مسيرة بناء الاردن.

## إصدارات تذكارية
عملة معدنية تذكارية من فئة 10 دنانير
قال البنك المركزي الأردني في بيان له إن المسكوكات المعدنية أصدرت بمناسبة مئوية تأسيس الدولة الأردنية وهي ليست عملة للتداول بها بالأسواق بل هي إصدار تذكاري يحمل دلالات تشير إلى رمزية المناسبة. وأوضح البنك أن الوجه الأول من المسكوكات سيحمل شعار المئوية، بينما ينقش على الوجه الآخر منها عبارة «أرض العزم». وبين أنه سيتم إصدار المسكوكات الجديدة ضمن نموذجين الأول من الفضة والثاني من البرونز، لافتا إلى أن البنك يقوم عادة بإصدار مسكوكات بالمناسبات الوطنية الكبرى، مثلما أصدر في ذكرى مئوية الثورة العربية الكبرى.
إصدار طوابع تذكارية
طرح البريد الأردني إصدارا جديدا من الطوابع التذكارية لعام 2021 للبيع للجمهور وذلك اعتبارا من صباح الخميس الموافق 8 أبريل 2021 .

## فعاليات 2021
اعلنت الحكومة الأردنية يوم السبت 9 يناير 2021 عن الخطة الوطنية للاحتفال بمئوية تأسيس الدولة الأردنية في مؤتمر صحفي عقده وزيرا الدولة لشؤون الإعلام والثقافة في متحف الحياة البرلمانية في عمّان. شملت الخطة خمسة محاور تتضمن عددًا من الاحتفالات والفعاليات الوطنية و30 برنامجًا ومشروعًا ثقافيًا ومجتمعيًا تتوزّع على مختلف محافظات المملكة.
- إطلاق جهد وطني للتوثيق والارشفة، يشتمل على توثيق نحو 200 مؤسسة عامة وأهلية وحفظ أراشيفها، منها نحو 105 مؤسسة عامة ونحو 90 مؤسسة أهلية من المؤسسات العريقة التي كان لها دور بارز في مسيرة الدولة الأردنية.
- تنظيم 10 مؤتمرات علمية تتناول موضوعات بحثية حول الأردن في مئة عام بعدد من المجالات، وتنظيم المؤتمرات بالتعاون بين الجامعات الأردنية ووزارتي التعليم العالي والثقافة.
- اطلقت وزارة الثقافة من خلال المكتبة الوطنية منصة إلكترونية لجمع الوثائق من المواطنين لحفظ نسخ منها تحت عنوان «منصة وثق».

- اُصدرت «الموسوعة الأردنية» التي ستشمل مجموعة من المجلدات وبوابة إلكترونية متخصصة، ويخطط ان تكون موسوعة كبيرة وشاملة لمختلف نواحي الحياة في الأردن، وثلاث سلاسل نشر تعنى بتاريخ ومسيرة الدولة الأردنية خلال المئة عام تشمل سلسلة حول المؤسسات الأردنية والأردن في مئة عام والأعيان والأعلام والسير الذاتية.

- اُصدرت مجموعة من البرامج لاثراء المحتوى الثقافي الوطني، منها برنامج اثراء المحتوى الثقافي الأردني على شبكة الإنترنت وانتاج سلسلة من اشكال المحتوى البصري التي تحكي مسيرة الدولة والمجتمع الأردني، بالإضافة إلى سلسلة من الأفلام الوثائقية التاريخية. كما سيتم إطلاق السجل الوطني للصور الفوتوغرافية، ويهدف برنامج ايصال رسالة المئوية باللغات الأجنبية لترجمة مجموعة من الاصدارات حول الأردن بعدد من اللغات الأجنبية، والتعاون مع بعض المجلات الاكاديمية العالمية لإصدار ملفات عن الأردن بمناسبة المئوية.

ونظرا لأهمية الرواية الشفوية في بناء السردية الوطنية، تشمل الخطة البدء بتنفيذ مشروع لجمع التراث والتاريخ الشفوي الأردني الذي يعني بالأحداث الكبرى ومسيرة الدولة والمؤسسات والتراث القوي الذي يعنى بتوثيق الثقافة الأردنية.
- وتضمنت الخطة سلسلة من المسابقات مثل مسابقة الشعر الوطني وكلمات الاغاني الوطنية، ومسابقة نصوص الأفلام القصيرة التي تتناول موضوعات أردنية ومسابقة النصوص المسرحية التي تختص بموضوعات أردنية. كما تم إطلاق جوائز الدولة التقديرية لهذا العام لتحاكي مناسبة المئوية، واطلاق جائزة عربية موجهة لباحثين الشباب العرب (الجائزة العربية للقيم السياسية والثقافية) استلهاما من القيم السياسية والثقافية للدولة الأردنية، وجائزة أخرى متخصصة في بحوث مئوية الدولة تشمل عددا من الموضوعات.

- وتضم الخطة برنامجا متخصصا تحت عنوان (برنامج التثقيف الوطني – هوية) سينظم بالتعاون بين وزارتي الثقافة والشباب بهدف تعزيز القيم الوطنية والمعرفة الأردنية في وسط الشباب إلى جانب تطوير محتوى اتصالي محفز للشباب.

- برامج ذات طابع سياحي – ثقافي والتي تنفذ بالتعاون ما بين وزارتي السياحة والثقافة وبعض الفعاليات السياحية التي تحتفي بالمكان وثقافة الطعام والثقافة المتحفية الأردنية وغيرها.

- مجموعة من البرامج تُعنى بالفئات العمرية من الأطفال من خلال المسابقات والمنصات التعليمية.